# Shadows of the Night
Shadows of the Night è un singolo di Sabrina Salerno.

## Il singolo
Il singolo, prodotto da Giorgio Moroder e pubblicato il 29 giugno 1991 dalla Videogram, è il terzo ed ultimo estratto dall'album "Over the Pop" della cantante italiana, ed è uscito subito dopo il successo Sanremese di Siamo donne in coppia con Jo Squillo.
Il singolo contiene come b-side proprio una nuova versione di Siamo donne, un remix cantato dalla sola Salerno. La cantante ha infatti portato in giro, durante l'estate, la canzone in una versione solista, creando non pochi dissapori con la collega Jo Squillo, che ha portato alla conclusione del sodalizio artistico.

## Tracce
12" single
1. "Shadows of the Night" - 4:25
2. "Siamo donne" (Remix) - 5:00